# 新潟県道60号住吉上館線

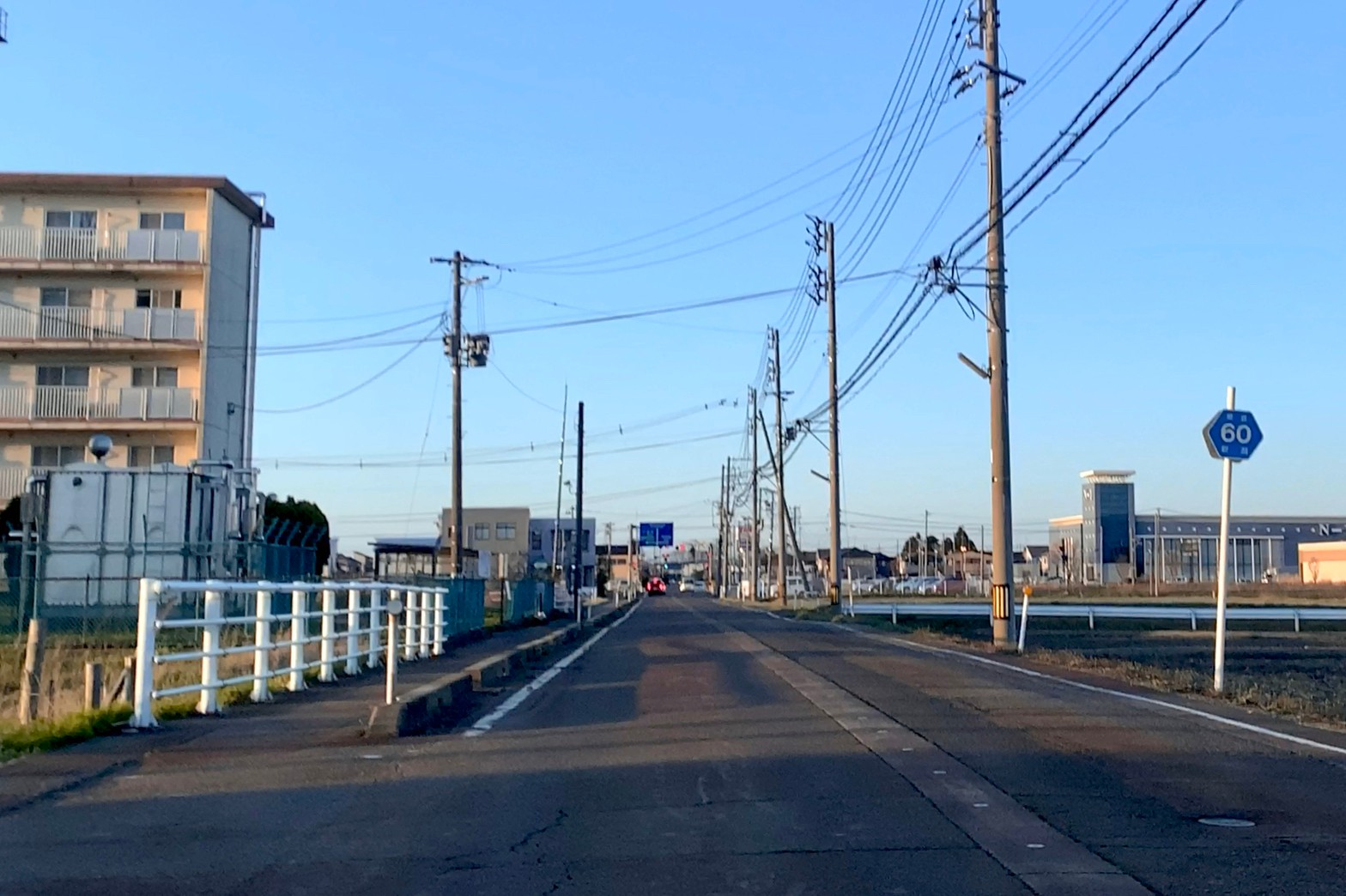
新発田市弓越付近（2020年4月）

新潟県道60号住吉上館線（にいがたけんどう60ごう すみよしかみたてせん）は、新潟県新発田市を通る県道（主要地方道）である。

## 概要
新発田市内を南西から北東にかけて大きく半円を描くように郊外の集落などを経由する路線。全区間において道幅が狭隘な箇所が点在する。

### 路線データ
- 起点：新発田市富塚町（富塚町2交差点、国道460号 新発田南バイパス交点）
- 終点：新発田市大字新屋敷字道下甲（上館交差点、国道7号交点）

## 歴史
当初、国道7号・新新バイパスの新発田IC以東の区間を、県道32号と共に「新発田南バイパス」として、新栄町 - 同市荒町の2.1kmの区間が2004年（平成16年）3月30日に供用を開始した。
その後、2013年3月25日荒町バイパスの供用開始に伴い、国道290号・国道460号とともに供用区間が見直され、当県道は南バイパスから外れた。
- 1993年（平成5年）5月11日 - 建設省から、県道住吉浦線・県道八幡新田石喜加治停車場線の一部・県道米倉板山新発田線の一部・県道下長橋上館線の一部が住吉上館線として主要地方道に指定される[2]。

## 路線状況

### 重複区間
- 国道290号（浦地内 - 八幡新田・浦交差点）

## 地理

### 通過する自治体
- 新発田市

### 交差する道路
- 国道460号（富塚町2交差点）
- 国道460号（池ノ端交差点）
- 国道290号（浦地内）
- 国道290号（八幡新田・浦交差点）
- 新潟県道14号新発田津川線（八幡地内）
- 新潟県道202号米倉板山新発田線（石喜四差路）
- 国道290号（〆切交差点）
- 新潟県道343号下長橋上館線（上館）
- 国道7号・新潟県道390号加治停車場上館線（上館交差点）